# جون كيركهام
جون كيركهام (بالإنجليزية: Jon Kirkham)‏ مواليد 16 نوفمبر 1984 في دربي، هو متسابق دراجات نارية بريطاني. نافس في بطولة العالم للسوبربايك.

## وصلات خارجية
- جون كيركهام على موقع WorldSBK.com (الإنجليزية)
- الموقع الإلكتروني